# Fabian Schnellhardt
Fabian Schnellhardt (Leinefelde, 1994. január 12. –) német korosztályos válogatott labdarúgó, az Darmstadt 98 játékosa.

## Statisztika
| Klub információ       | Klub információ       | Klub információ       | Bajnokság | Bajnokság | Kupa      | Kupa      | Nemzetközi | Nemzetközi | Összesen | Összesen |
| Szezon                | Klub                  | Bajnokság             | Mérk.     | Gól       | Mérk.     | Gól       | Mérk.      | Gól        | Mérk.    | Gól      |
| Németország           | Németország           | Németország           | Bajnokság | Bajnokság | DFB-Pokal | DFB-Pokal | UEFA       | UEFA       | Összesen | Összesen |
| --------------------- | --------------------- | --------------------- | --------- | --------- | --------- | --------- | ---------- | ---------- | -------- | -------- |
| 2012–13               | Köln II               | Regionalliga West     | 31        | 2         | 0         | 0         | 0          | 0          | 31       | 2        |
| 2013–14               | Köln II               | Regionalliga West     | 18        | 1         | 0         | 0         | 0          | 0          | 18       | 1        |
| 2013–14               | Köln                  | Bundesliga 2          | 1         | 0         | 0         | 0         | 0          | 0          | 1        | 0        |
| 2014–15               | MSV Duisburg II       | Oberliga Niederrhein  | 5         | 2         | 0         | 0         | 0          | 0          | 5        | 2        |
| 2014–15               | MSV Duisburg          | 3. Liga               | 14        | 0         | 2         | 0         | 0          | 0          | 16       | 0        |
| 2016–17               | MSV Duisburg          | 3. Liga               | 33        | 3         | 1         | 0         | 0          | 0          | 34       | 3        |
| 2015–16               | Holstein Kiel         | 3. Liga               | 35        | 5         | 1         | 0         | 0          | 0          | 36       | 4        |
| Összesen              | Németország           | Németország           | 137       | 13        | 4         | 0         | 0          | 0          | 141      | 13       |
| Karrier teljesítménye | Karrier teljesítménye | Karrier teljesítménye | 137       | 13        | 4         | 0         | 0          | 0          | 141      | 13       |

## Sikerei, díjai

### Klub
- 1. FC Köln
  - Bundesliga 2: 2013–14

- MSV Duisburg
  - 3. Liga: 2016–17

### Válogatott
- Németország U17
  - U17-es labdarúgó-Európa-bajnokság ezüstérmes: 2011
  - U17-es labdarúgó-világbajnokság bronzérmes: 2011